# La Clusaz
La Clusaz (s'ha de pronunciar lacluz) és un municipi francès situat al departament de l'Alta Savoia i a la regió d'Alvèrnia-Roine-Alps. L'any 2007 tenia 1.904 habitants.

## Demografia

### Població
El 2007 la població de fet de La Clusaz era de 1.904 persones. Hi havia 831 famílies de les quals 294 eren unipersonals (153 homes vivint sols i 141 dones vivint soles), 210 parelles sense fills, 250 parelles amb fills i 77 famílies monoparentals amb fills.
La població ha evolucionat segons el següent gràfic:
Habitants censats

### Habitatges
El 2007 hi havia 4.640 habitatges, 857 eren l'habitatge principal de la família, 3.717 eren segones residències i 66 estaven desocupats. 992 eren cases i 3.629 eren apartaments. Dels 857 habitatges principals, 520 estaven ocupats pels seus propietaris, 273 estaven llogats i ocupats pels llogaters i 64 estaven cedits a títol gratuït; 47 tenien una cambra, 131 en tenien dues, 203 en tenien tres, 201 en tenien quatre i 275 en tenien cinc o més. 734 habitatges disposaven pel capbaix d'una plaça de pàrquing. A 450 habitatges hi havia un automòbil i a 341 n'hi havia dos o més.

### Piràmide de població
La piràmide de població per edats i sexe el 2009 era:
| Homes | Edats   | Dones |
| ----- | ------- | ----- |
| 0     | 95 o +  | 0     |
| 0     | 90 a 94 | 8     |
| 12    | 85 a 89 | 12    |
| 12    | 80 a 84 | 16    |
| 8     | 75 a 79 | 28    |
| 36    | 70 a 74 | 24    |
| 60    | 65 a 69 | 56    |
| 48    | 60 a 64 | 56    |
| 40    | 55 a 59 | 36    |
| 68    | 50 a 54 | 56    |
| 60    | 45 a 49 | 84    |
| 68    | 40 a 44 | 88    |
| 136   | 35 a 39 | 88    |
| 80    | 30 a 34 | 84    |
| 84    | 25 a 29 | 84    |
| 28    | 20 a 24 | 32    |
| 68    | 15 a 19 | 64    |
| 80    | 10 a 14 | 48    |
| 64    | 5 a 9   | 96    |
| 68    | 0 a 4   | 68    |

## Economia
El 2007 la població en edat de treballar era de 1.261 persones, 1.031 eren actives i 230 eren inactives. De les 1.031 persones actives 1.010 estaven ocupades (550 homes i 460 dones) i 21 estaven aturades (8 homes i 13 dones). De les 230 persones inactives 68 estaven jubilades, 98 estaven estudiant i 64 estaven classificades com a «altres inactius».

### Ingressos
El 2009 a La Clusaz hi havia 799 unitats fiscals que integraven 1.780,5 persones, la mediana anual d'ingressos fiscals per persona era de 20.655 €.

### Activitats econòmiques
Dels 585 establiments que hi havia el 2007, 10 eren d'empreses alimentàries, 2 d'empreses de fabricació de material elèctric, 6 d'empreses de fabricació d'altres productes industrials, 42 d'empreses de construcció, 96 d'empreses de comerç i reparació d'automòbils, 17 d'empreses de transport, 107 d'empreses d'hostatgeria i restauració, 4 d'empreses d'informació i comunicació, 6 d'empreses financeres, 38 d'empreses immobiliàries, 38 d'empreses de serveis, 190 d'entitats de l'administració pública i 29 d'empreses classificades com a «altres activitats de serveis».
Dels 110 establiments de servei als particulars que hi havia el 2009, 1 era una oficina de correu, 3 oficines bancàries, 1 funerària, 1 taller de reparació d'automòbils i de material agrícola, 3 paletes, 6 guixaires pintors, 14 fusteries, 6 lampisteries, 1 electricista, 5 perruqueries, 58 restaurants, 7 agències immobiliàries, 2 tintoreries i 2 salons de bellesa.
Dels 61 establiments comercials que hi havia el 2009, 2 eren supermercats, 3 botiges de menys de 120 m², 7 fleques, 3 carnisseries, 4 llibreries, 6 botigues de roba, 5 botigues d'equipament de la llar, 28 botigues de material esportiu, 1 una botiga de material de revestiment de parets i terra, 1 un drogueria i 1 una perfumeria.
L'any 2000 a La Clusaz hi havia 46 explotacions agrícoles que ocupaven un total de 1.056 hectàrees.

## Equipaments sanitaris i escolars
El 2009 hi havia 2 farmàcies i 1 ambulància.
El 2009 hi havia una escola elemental.

## Poblacions més properes
El següent diagrama mostra les poblacions més properes.